# ياناي (ياماغوتشي)
مدينة ياناي (بالإنجليزية: Yanai)‏ هي أحد المدن التابعة لمحافظة ياماغوتشي. تأسست رسميًا في 21/02/2005. ويقدر عدد سكانها بـ 35438 نسمة حسب تقدير مكتب الإحصاء الياباني لعام 2012. تبلغ مساحة ياناي 139.9 كم2. بكثافة سكانية تبلغ 253 نسمة/كم2.

## روابط خارجية
- الموقع الرسمي لمدينة ياناي
- مكتب الإحصاءات البريطاني